# Byllis
Byllis (in greco antico: Βύλλις o Βουλλίς?; in latino Byllis) era un'antica città ubicata nel territorio della tribù illirica dei Bylliones, fu la sede principale della comunità territoriale dei Bylliones, della quale sono stati individuati numerosi centri, dislocati sulle colline che delimitano la valle del fiume Voiussa.

 I resti di Byllis si trovano a nord-est di Valona, a 25 km dal mare nei pressi di Hekal nel distretto di Mallakastër in Albania.
La presenza dei Bylliones è attestata alla metà del IV secolo a.C., in una descrizione del geografo Pseudo-Scilace, e il loro koinon è attestato da iscrizioni ritrovate nell'oracolo di Dodona che riportano i loro sacrifici fatti al fine di assicurarsi la protezione della divinità. I resti archeologici confermano la data della seconda metà del IV secolo a.C. mentre successivamente la città venne conquistata da Pirro.
Le mura massive di Byllis furono costruite prima della fine del IV secolo a.C., ed erano di tipica costruzione illirica. Successivamente Byllis acquisì le caratteristiche di una città ellenistica, e siccome le tribù illiriche del sud, inclusi i Bylliones, erano inclini a diventare bilingue, nella città veniva parlato anche il greco antico. Byllis ricevette dei teoroi da santuari antichi greci, nel corso del II secolo a.C., che sembra indicare che fosse una città greca o che i suoi cittadini cominciarono a parlare greco. In epoca imperiale una colonia romana fu stabilita a Byllis.
Stefano di Bisanzio menziona Byllis come città in riva al mare in Illiria e cita la leggenda della sua fondazione, secondo la quale la città fu fondata da Mirmidoni sotto Neottolemo, di ritorno dalla guerra di Troia verso le terre d'origine. Questa tradizione si riflette anche nella numismatica della città.

## Città
Byllis era posizionata in Illiria, vicino ai confini con l'Epiro. Nell'era ellenistica nella città si parlava anche il greco antico, e inoltre sono attestati nomi illirici dei funzionari. Al suo interno furono costruite un gymnasium e un teatro di età ellenistica. Esistono ipotesi riguardo a una fondazione da parte di coloni antichi greci, tuttavia le prime mura massive del IV secolo a.C. sono di tipica costruzione illirica. M. B. Hatzopoulos crede che Byllis fosse la città greca, non colonia, situata più a nord nella regione. Secondo N.G.L. Hammond la città coniò delle monete diverse da quelle della tribù illirica dei Bylliones. Tuttavia un'analisi recente dell'epigrafia e della numismatica della regione sembra indicare un uso alternato delle forme: l'ethnos con il suo territorio da una parte, e la polis "tribale" capitale dell'ethnos dall'altra, che presentava al suo interno un'autorità politica rappresentata dagli organi decisionali del koinon dei Bylliones, rappresentando il centro urbano di riferimento della comunità.
Le mura di Byllis avevano uno sviluppo di 2 200 metri, e racchiudevano 30 ettari di pianura in cima a una collina sita a 524 metri sul livello del mare. Le mura avevano sei porte. La strada partiva da Apollonia passava da due città, attraversava Byllis in direzione delle strettoie della gola del fiume Voiussa (in greco Aoos) sulla strada per la Macedonia o per Antigonia in direzione dell'Epiro. Nel 2011, nel corso di una ricostruzione della strada nei pressi del parco archeologico, è stato rinvenuta nel sito una statua di epoca ellenistica, che può rappresentare un soldato illiro o una divinità guerriera. Tuttavia, ha poco senso proporre un'etichetta illira per la città in cui il linguaggio, le istituzioni, i funzionari, l'onomastica, l'urbanistica e le fortificazioni sono chiaramente greche.

L'Epiro nell'antichità.

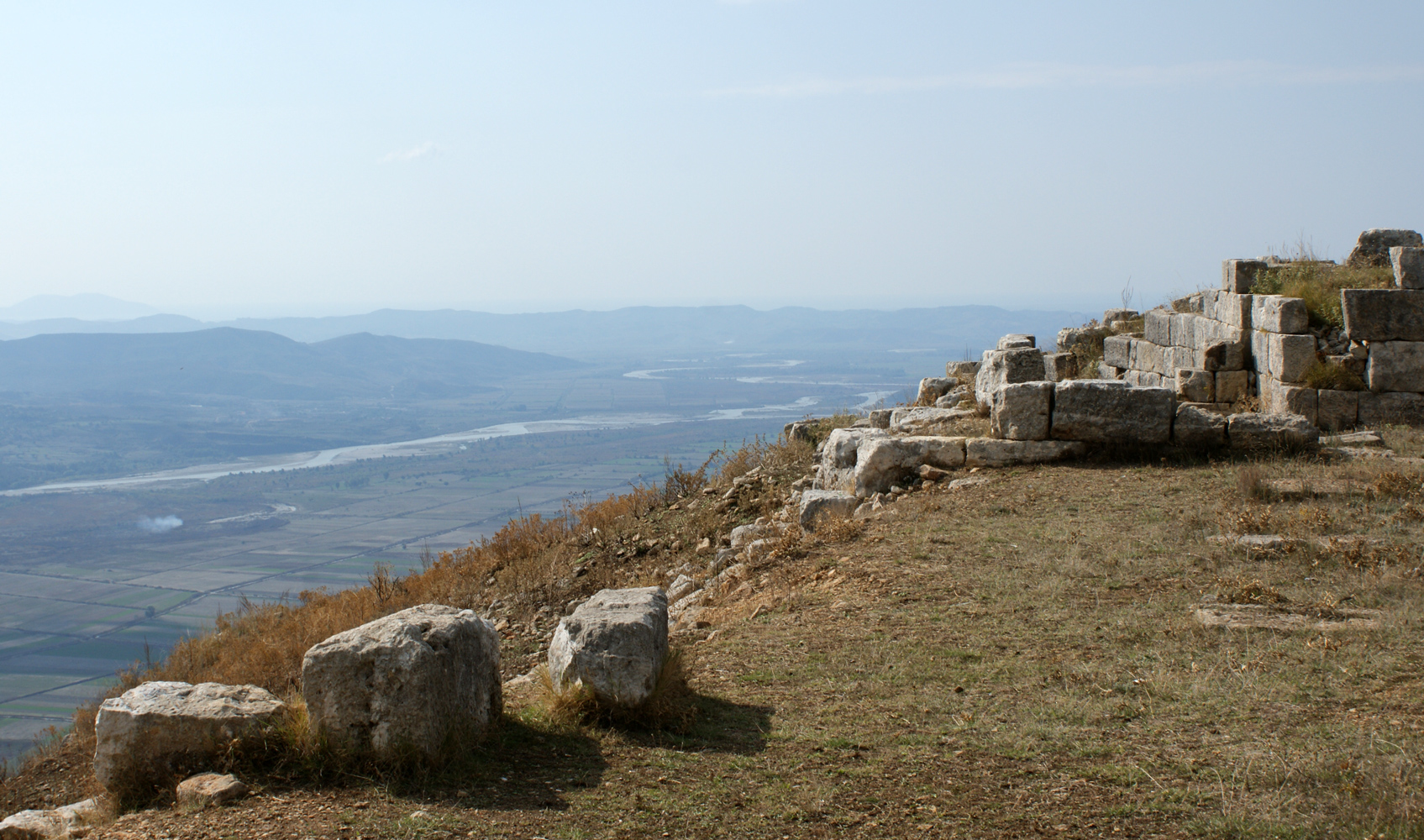
Immagine dell'antico sito di Byllis e il fiume Voiussa sullo sfondo.

## Lega dei Bylliones
La lega (koinon) delle tribù illire di Byllis (in greco antico: Κοινὸν Βυλλίων?), che era stata ellenizzata ed era bilingue, era una coalizione di una o due poleis, ed è attestata dopo il 232 a.C. La lega era ristretta a Byllis e Nicea, e Byllis considerava Nicea come uno dei suoi demo. Nicea era un membro della lega come documentato da un'iscrizione del II secolo a.C. La sola attestazione che la città era una polis si trova in Stefano di Bisanzio nel VI secolo. I cittadini di Byllis erano chiamati Byllidi (in greco antico: Βυλλιδεῖς?).

## Sotto Romani e Bizantini
Sotto l'impero romano, Byllis divenne parte della provincia di Epirus novus. Le mura di Byllis riportano più di quattro iscrizioni con notizie sulla loro costruzione realizzata dall'ingegnere Victorinus, per ordine dell'imperatore Giustiniano I (483-565).

## Associazione con la sede di Apollonia
Uno dei partecipanti al Concilio di Efeso, nel 431, fu Felice che si firmò come vescovo di Apollonia e Byllis, e un'altra volta come vescovo di Apollonia. Alcuni ritengono che le due città formassero un'unica sede episcopale, mentre altri sostengono che, fosse soltanto vescovo di Apollonia, ma che gli fosse stata assegnata la supplenza di Byllis durante una sede vacante di quella diocesi. Al Concilio di Calcedonia, nel 451, Eusebius firmò semplicemente come vescovo di Apollonia. Nelle lettere inviate dal vescovo di Epirus novus all'imperatore bizantino Leone I, nel 458, Philocharis firmò come vescovo di quello che i manoscritti indicano "Vallidus", e che gli storici considerano "Byllis". Se Philocharis è da considerarsi vescovo anche di Apollonia dipende dall'interpretazione della posizione di Felix nel 431.
L'Annuario Pontificio indica Apollonia come sede titolare una suffraganea dell'arcidiocesi di Durazzo, ma non dà lo stesso riconoscimento a Byllis.